# Чемпіонат України з гандболу серед чоловіків
Чемпіонат України з гандболу серед чоловіків — гандбольні змагання в Україні, засновані в 1992 році.
Чемпіонат проводиться у трьох дивізіонах — Суперлізі, вищій і першій лізі. Сезон триває зі середини вересня до середини травня наступного року. За підсумками кожного сезону між лігами проводиться обмін командами — гірші вибувають у нижчий за рангом дивізіон, їх місця займають найкращі команди нижчих ліг. Найкращі команди Суперліги отримують право грати в єврокубкових турнірах, що проводяться під егідою Європейської федерації гандболу (ЄГФ).
Суперліга знаходиться під управлінням Української гандбольної ліги.

## Призери чемпіонату України
до сезону-1999/00 — вища ліга, до сезону-2003/04 — вища ліга «А»
| Сезон   | Чемпіон                   | Срібло                       | Бронза                       | Найкращий бомбардир                       |
| ------- | ------------------------- | ---------------------------- | ---------------------------- | ----------------------------------------- |
| 1992    | Цска Київ                 | СКА«Львів»                   | «Світлотехнік-колос» Бровари | Артур Воловик («ЗІІ», ?)                  |
| 1992/93 | ЗТР Запоріжжя             | «Світлотехнік-колос» Бровари | Цска Київ                    |                                           |
| 1993/94 | Цска Київ                 | «Світлотехнік-колос» Бровари | ЗТР Запоріжжя                |                                           |
| 1994/95 | ЗТР Запоріжжя             | Цска Київ                    | «Шахтар-Академія» Донецьк    |                                           |
| 1995/96 | «Шахтар-Академія» Донецьк | ЗТР Запоріжжя                | «Світлотехнік-колос» Бровари |                                           |
| 1996/97 | «Шахтар-Академія» Донецьк | ЗТР Запоріжжя                | «Світлотехнік-колос» Бровари |                                           |
| 1997/98 | ЗТР Запоріжжя             | «Світлотехнік-колос» Бровари | «Шахтар-Академія» Донецьк    |                                           |
| 1998/99 | ЗТР Запоріжжя             | «Світлотехнік-колос» Бровари | «Шахтар-Академія» Донецьк    |                                           |
| 1999/00 | ЗТР Запоріжжя             | «Світлотехнік-колос» Бровари | «Шахтар-Академія» Донецьк    |                                           |
| 2000/01 | ЗТР Запоріжжя             | «Портовик» Южне              | «Шахтар-Академія» Донецьк    |                                           |
| 2001/02 | «Шахтар-Академія» Донецьк | ЗТР Запоріжжя                | «Портовик» Южне              |                                           |
| 2002/03 | ЗТР Запоріжжя             | «Портовик» Южне              | «Шахтар-Академія» Донецьк    |                                           |
| 2003/04 | ЗТР Запоріжжя             | «Шахтар-Академія» Донецьк    | «Портовик» Южне              |                                           |
| 2004/05 | ЗТР Запоріжжя             | «Портовик» Южне              | «Шахтар-Академія» Донецьк    |                                           |
| 2005/06 | «Портовик» Южне           | ЗТР Запоріжжя                | «Шахтар-Академія» Донецьк    |                                           |
| 2006/07 | ЗТР Запоріжжя             | «Портовик» Южне              | «Будівельник» Бровари        |                                           |
| 2007/08 | ЗТР Запоріжжя             | «Портовик» Южне              | «Будівельник» Бровари        |                                           |
| 2008/09 | ЗТР Запоріжжя             | «Будівельник» Бровари        | «Портовик» Южне              |                                           |
| 2009/10 | ЗТР Запоріжжя             | «Портовик» Южне              | «Будівельник» Бровари        | Роман Чичикало («Шахтар-Академія», 158)   |
| 2010/11 | ЗТР Запоріжжя             | «Динамо» Полтава             | «Портовик» Южне              | Едуард Захаров («Політехнік», 175)        |
| 2011/12 | «Динамо» Полтава          | «Мотор» Запоріжжя            | ЗТР Запоріжжя                | Олександр Тюкін («Політехнік», 208)       |
| 2012/13 | «Мотор» Запоріжжя         | ЗТР Запоріжжя                | «Портовик» Южне              | Максим Карамишев (ЗТР, 192)               |
| 2013/14 | «Мотор» Запоріжжя         | «Портовик» Южне              | ЗТР Запоріжжя                | Дмитро Гунько («Портовик», 125)           |
| 2014/15 | «Мотор» Запоріжжя         | ЗТР Запоріжжя                | Цска Київ                    | Дмитро Тютюнник («Авіатор», 158)          |
| 2015/16 | «Мотор» Запоріжжя         | ЗТР Запоріжжя                | Цска Київ                    | Олександр Тільте (ЗТР, 167)               |
| 2016/17 | «Мотор» Запоріжжя         | ЗТР Запоріжжя                | «ЗНТУ-ЗАБ» Запоріжжя         | Михайло Крівчіков («Енергетик-НАЕК», 214) |
| 2017/18 | «Мотор» Запоріжжя         | «ЗТР» Запоріжжя              | «Донбас» Маріуполь           | Віталій Горовой («Портовик», 239)         |
| 2018/19 | «Мотор» Запоріжжя         | «ЗТР» Запоріжжя              | «ЗНТУ-ЗАБ» Запоріжжя         | Євген Жук («ЗНТУ-ЗАБ», 281)               |
| 2019/20 | «Мотор» Запоріжжя         | «Донбас» Донецька обл.       | «ЗТР» Запоріжжя              | Ростислав Поліщук («Портовик» Южне, 130)  |
| 2020/21 | «Мотор» Запоріжжя         | «Донбас» Донецька обл.       | ГК «Одеса»                   | Дмитро Коваленко (ГК «Одеса», 169)        |
| 2021/22 | «Мотор» Запоріжжя         | «Донбас» Донецька обл.       | ГК «Одеса»                   | Ярослав Котюк (ГК «Карпати», 134)         |
| 2022/23 | «Мотор» Запоріжжя         | ГК «Одеса»                   | «Донбас» Донецька обл.       | Ярослав Котюк (ГК «Карпати», 132)         |
| 2023/24 | «Мотор» Запоріжжя         | ГК «Одеса»                   | «Донбас» Донецька обл.       | Денис Саварин (ГК «Одеса», 273)           |
| 2024/25 | «Мотор» Запоріжжя         | ГК «Одеса»                   | «Донбас» Донецька обл.       | Данило Савчук («СКА-ШВСМ», 263)           |

### Найкращі бомбардири
Інформація за період з сезону 2009/10 по сезон 2021/22.
| Місце | Гравчиня          |
| ----- | ----------------- |
| 1     | Роман Чичикало    |
| 2     | Едуард Захаров    |
| 3     | Олександр Тюкін   |
| 4     | Максим Карамишев  |
| 5     | Дмитро Гунько     |
| 6     | Дмитро Тютюнник   |
| 7     | Олександр Тільте  |
| 8     | Михайло Крівчіков |
| 9     | Віталій Горовой   |
| 10    | Євген Жук         |
| 11    | Ростислав Поліщук |
| 12    | Дмитро Коваленко  |
| 13    | Ярослав Котюк     |

### Гравці з найбільшою кількістю чемпіонств
| # | Гравець         | К-ть чемпіонств | Роки                                                             |
| - | --------------- | --------------- | ---------------------------------------------------------------- |
| 1 | Андрій Наталюк  | 15              | ЗТР (1993, 1995, 1998-2001, 2003-2005, 2006-2011), Динамо (2012) |
| 2 | Геннадій Комок  | 12              | ЗТР (2007-2011), Мотор (2016-2022)                               |
| 3 | Юрій Кубатко    | 10              | Мотор (2013-2022)                                                |
| 4 | Захар Денисов   | 8               | Мотор (2015-2022)                                                |
| 5 | Артем Козакевич | 8               | Мотор (2015-2022)                                                |